# Real Club de Tenis de Oviedo
El Real Club de Tenis de Oviedo es un club deportivo privado de la ciudad de Oviedo en el Principado de Asturias (España). Cuenta con 2.200 socios titulares más sus familias.
Sus instalaciones consisten en cuatro pistas de tenis de tierra batida, dos pistas de pádel acristaladas, una cancha de frontón y un gimnasio. Organiza importantes torneos y campeonatos de tenis en diversas modalidades, como la Copa Masaveu, o el torneo internacional Copa Real Club de Tenis de Oviedo, que en 2011 repartió 11.100 euros en premios. Además del tenis, el club realiza otras actividades como gimnasia de mantenimiento o montañismo. Fernando Fernández-Ladreda Aguirre es su electo presidente.

## Historia
Fue fundado el 14 de septiembre de 1950 bajo la presidencia de honor de José María Fernández-Ladreda y con Luis Botas Rodríguez como primer presidente de la sociedad. Uno de sus socios-fundadores fue el empresario y alcalde, Félix Serrano González-Solares.
En 1950 y 1976 organizó el Campeonato de España de Tenis. 
El 29 de mayo de 1985 el rey Juan Carlos I concedió al club la denominación de Real. En octubre de ese mismo año, la junta directiva del club nombró al Príncipe de Asturias Felipe de Borbón presidente de honor de la sociedad. Cuatro años después el Príncipe visitó el club y sus instalaciones.